# 左云龙属
左云龙属（学名：Zuoyunlong）是一属已灭绝的植食性鸟臀目恐龙，隶属鸭嘴龙超科，生存于白垩纪晚期的中国。

## 发现与命名
正模标本SXMG V 00 004由山西区域地质调查队在山西省助马铺组的一中发现的，该地层可追溯至森诺曼阶，距今约九千五百万年。它由骨盆右半部的两块骨头、部分右髂骨（编号ZY004-001）和右坐骨轴的下端（编号ZY004-002）组成，未指定其他样本。
2017年，模式种黄氏左云龙（Z. huangi）由王润福、尤海鲁、王锁柱、续世朝、易健、谢丽娟、贾磊与雷星海等人命名、续述。属名取自左云县和中文词语“龙”。种名纪念中国古生物学家黄为龙。

## 叙述
叙述者为该分类单元建立了几个自衍征：髂骨的背面只有主体长度的一半。髂骨保存下来的长度为62厘米，表明其身长约为8米。臀部的轴结束于一个大的“脚”的侧面，尖端向下并向前倾斜，高度大于其横向宽度。

## 分类学
一项系统发育分析发现，左云龙是鸭嘴龙超科的基群之一，与原巴克龙是姊妹群。因此，2015年左云龙成为上白垩纪已知的最原始的鸭嘴龙超科。作为亚洲以外已知的最古老的鸭嘴龙类，来自北美的原赖氏龙和始鸭嘴龙也可以追溯至森诺曼阶时期，描述者认为左云龙在演化位置上很可能接近于亚洲和北美鸭嘴龙类的分离。